# Barastir
Barastir (russo: Барастыр; também escrito Barastaer ou Barastyr), na mitologia ossétia, era o chefe do submundo, o qual decide para onde as almas devem ir: para o paraíso ou para o seu próprio reino.